# Leslie Malton
Leslie Antonia Malton (Washington, 15 novembre 1958) è un'attrice statunitense naturalizzata tedesca.

## Biografia
Malton si trasferisce a Vienna all'età di soli 5 anni, dopo essersi diplomata inizia a studiare recitazione in Inghilterra. Fa il suo debutto cinematografico in The Dream House nel 1980.
Ha una svolta di carriera quando nel 1990 vince un Golden Camera Prize per 3 film: Perfume for a Suicide (La Mort a dit peut-être), The Copper Trap (Die Kupferfalle) e Dangerous Seduction.
Ottiene la cittadinanza tedesca nel 2019.

## Filmografia parziale
- Possession, regia di Andrzej Żuławski (1981)
- I ribelli del weekend, regia di Marc Rothemund (2023)

## Riconoscimenti
- Golden Camera
  - 1990

- Bavarian TV Prize
  - 1993 Miglior attrice in una serie televisiva